# أفلح الغافقي
أفلح الغافقي متمرد من الصعاليك في العصر الأموي تميز بالشجاعة والشهامة والمهارة في المبارزة، وكان لا يسل سيفه الا في مواجهة الظلم والاستبداد، نصرةً للمستضعفين. وكان يشهر سوط الجلاد لكل متغطرس معتدي.

## نسبه
ابوه : الوليد بن سالم بن معقل بن عبد الله بن سعد بن طارق بن رباح بن عبد الله بن مرة بن عمرو بن لؤي بن إبراهيم بن زيد بن مالك بن الربيع بن عائذ بن غافق بن شاهد بن عمرو بن عامر بن نزار بن معد بن عدنان.

## سيرته
ولد أفلح في مكة المكرمة عام 30 هجرية في خلافة عثمان بن عفان ونشأ في بيت كريم وتربى على مكارم الأخلاق، وعاصر خلافة مروان بن الحكم وخلافة عبد الملك بن مروان، ومع أن افلح لم يكن فقيراً، فأبوه الوليد كان من تجار مكة الميسورين، الا انه كان يبحث عن العدالة الاجتماعية، ومناصرة المظلوم والمحروم. لأن الامتياز الطبقي للأثرياء قد تفشى في العصر الأموي،.

## في السينما والتليفزيون
2016 : مسلسل مالك بن الريب عن قصة حياة مالك بن الريب بطولة ياسر المصري. وقام بدور أفلح الممثل علي الجراح.